# چتر نرم قورباغه
چتر نرم قورباغه (نام علمی: Limnobium laevigatum) نام یک گونه از تیره تخت‌قورباغه‌ایان است.